# Віла-ду-Порту
Ві́ла-ду-По́рту (порт. Vila do Porto; МФА: [ˈvi.ɫɐ du ˈpoɾ.tu]) — муніципалітет і містечко в Португалії, в автономному регіоні Азорські острови. Розташований на острові Санта-Марія в Атлантичному океані, на теренах історичної португальської провінції Азори. Належить до Ангрської діоцезії Католицької церкви в Португалії. Права міського самоврядування має з 1470 року. Поділяється на 5 парафій.  Площа муніципалітету — 97,18 км², населення муніципалітету — 5552 ос. (2011); густота населення — 57,13 осіб/км²
. Патрон — Діва Марія. Святковий день муніципалітету — 24 червня. Поштовий індекс — 9580.  Код місцевої адміністративної одиниці — 2004. Складова статистичного регіону Азори.

## Назва
- Віла-ду-Порту (порт. Vila do Porto, стара орфографія: порт. Villa do Porto) — сучасна португальська назва.

## Географія
Віла-ду-Порту розташована на Азорських островах в Атлантичному океані, на острові Санта-Марія.

## Історія
1470 року португальський король Афонсу V надав Вілі-ду-Порту форал, яким визнав за поселенням статус містечка та муніципальні самоврядні права.

## Населення
| Кількість мешканців | Кількість мешканців | Кількість мешканців | Кількість мешканців | Кількість мешканців | Кількість мешканців | Кількість мешканців | Кількість мешканців | Кількість мешканців | Кількість мешканців | Кількість мешканців | Кількість мешканців | Кількість мешканців | Кількість мешканців | Кількість мешканців | Кількість мешканців |
| ------------------- | ------------------- | ------------------- | ------------------- | ------------------- | ------------------- | ------------------- | ------------------- | ------------------- | ------------------- | ------------------- | ------------------- | ------------------- | ------------------- | ------------------- | ------------------- |
| 1864                | 1878                | 1890                | 1900                | 1911                | 1920                | 1930                | 1940                | 1950                | 1960                | 1970                | 1981                | 1991                | 2001                | 2011                |                     |
| 5 863               | 6 582               | 6 246               | 6 359               | 6 247               | 6 457               | 7 158               | 8 067               | 11 839              | 13 233              | 9 765               | 6 500               | 5 922               | 5 578               | 5 552               |                     |